# 长柄冷水花
长柄冷水花（学名：Pilea angulata sp. petiolaris）为荨麻科冷水花属下的一个亚种。

## 扩展阅读
- 維基物種上的相關：长柄冷水花